# Fledermausquartier Großer Bunker Frankendorf
Fledermausquartier Großer Bunker Frankendorf este o arie protejată (arie specială de conservare — SAC, sit de importanță comunitară — SCI) din Germania întinsă pe o suprafață de 3,34 ha, integral pe uscat.

## Localizare
Centrul sitului Fledermausquartier Großer Bunker Frankendorf este situat la coordonatele 53°00′10″N 12°43′28″E / 53.0028°N 12.7244°E.

## Înființare
Situl Fledermausquartier Großer Bunker Frankendorf a fost declarat sit de importanță comunitară în martie 2004.

## Biodiversitate
Situată în ecoregiunea continentală, aria protejată nu include niciun habitat protejat.
La baza desemnării sitului se află mai multe specii protejate de  mamifere (2): liliac cârn (Barbastella barbastellus), liliac comun (Myotis myotis).